# Жалимс, Угис
Угис Жалимс (латыш. Uģis Žaļims, 19 февраля 1986, Салдус) — латвийский бобслеист, разгоняющий, выступает за сборную Латвии с 2008 года. Неоднократный победитель и призёр национальных первенств, различных этапов Кубка мира и Европы.

## Биография
Угис Жалимс родился 19 февраля 1986 года в городе Салдус, регион Курземе. Активно заниматься бобслеем начал в 2008 году, пройдя отбор в национальную сборную и присоединившись к ней в качестве разгоняющего. Тогда же дебютировал в Кубке Европы, в ноябре на австрийском этапе в Иглсе с двойкой финишировал двадцатым. В январе 2009 года принял участие в заездах юниорского чемпионата мира, на трассе немецкого Кёнигсзее боролся за попадание на призовые позиции, но в итоге расположился в зачёте четвёрок на пятой строке. В начале следующего сезона впервые поучаствовал в Кубке мира, дебют для него состоялся на декабрьском этапе в Винтерберге, когда со своим четырёхместным экипажем он пришёл к финишу четырнадцатым. Некоторое улучшение результатов наметилось после перехода в команду пилота Эдгара Маскаланса.
Однако затем в карьере Жалимса наступил некоторый спад, он не смог пробиться на зимние Олимпийские игры 2010 года в Ванкувер и целый сезон вынужден был проводить на второстепенных менее значимых стартах вроде европейского кубка. В ноябре на этапе Кубка Европы в Иглсе завоевал свою первую медаль, серебряную в зачёте четвёрок, а неделю спустя на этапе в итальянской Чезане добавил в послужной список бронзу. Через год взял ещё две серебряные награды и одну золотую, к началу 2011 года вернулся в элиту мирового бобслея, одержав победу на этапе Кубка мира в швейцарском Санкт-Морице и выиграв серебро в Чезане — оба раза в зачёте четвёрок. В феврале Угис Жалимс впервые поучаствовал в программе взрослого чемпионата мира, в Кёнигсзее он занял девятое место с четвёркой. На сезон 2011/12 спортсмен попробовал переквалифицироваться из разгоняющего в пилота, хотя серьёзных результатов на этом поприще добиться не сумел, лишь изредка попадая в двадцатку мирового кубка. На чемпионате мира в американском Лейк-Плэсиде как разгоняющий занял шестое место в четвёрках и как пилот финишировал двадцать вторым в двойках.